# Gösta Nilsson (kemist)
Gösta Nilsson, född 20 maj 1922 i Björna församling, död 14 december 1984 i Hamburg (under en resa, då bosatt i Vantörs församling), var en svensk fysikalisk kemist och atomenergiforskare.
Gösta Nilsson var son till stationskarlen Ivar Petrus Nilsson. Efter studentexamen vid Umeå högre allmänna läroverk 1942 blev han student vid Kungliga Tekniska Högskolan och avlade avgångsexamen från dess avdelning för kemi 1947. Nilsson var 1948 anställd vid Försvarets forskningsanstalt och 1948-1949 lärare i matematik och kemi vid Tekniska gymnasiet i Skellefteå. 1954 anställdes han vid AB Atomenergi och följde senare med företaget vid dess flytt till Studsvik. Nilsson kom att ägna sig åt grundläggande kemisk forskning, han blev 1957 teknologie licentiat vid KTH på en avhandling om användningen av strålning från radioaktiva isotoper av svavel och väte (tritium) i analytiskt syfte för att undersöka ytaktiva föreningar. Vid AB Atomenergi kom han till en början främst att studera uran och förbättra tekniken för att fastställa hastigheten hos fission. Senare kom han dock främst att ägna sig åt strålningsenergi. På 1960-talet ingick han i den grupp forskare som vid Forskningscenter Risø byggde upp Nordens första anläggning för pulsradiolys, en teknik för att studera strålningens påverkan på enklare molekyler. 1973 blev Gösta Nilsson filosofie doktor vid Umeå universitet efter att ha disputerat med en avhandling om solvatiserade elektroner och blev samma år docent i fysikalisk kemi vid samma universitet. I början av 1970-talet genomförde Gösta Nilsson de första experimenten i världen med proton-pulsradiolys. På grund av den enkla acceleratorn tvingades man att överlåta fortsatta studier till utländska forskare med tillgång till bättre acceleratorer. Gösta Nilsson fortsatte i stället sina studier av korta sekvenser av pulsradiolys, och erhöll 1979 en tjänst som kemist vid Naturvetenskapliga forskningslaboratoriet i Studsvik. I början av 1980-talet började Gösta Nilsson att intressera sig för att studera atmosfärens kemi med hjälp av pulsradiolys. Intresset i Sverige var dock litet och forskningen kom därför att förläggas till Risø. Han är begravd på Skogskyrkogården i Stockholm.